# Agence régionale de santé
Un'Agence régionale de santé (ARS) è un'istituzione amministrativa pubblica francese responsabile dell'attuazione della politica sanitaria nella sua regione. Istituite il 1º aprile 2010, le Agence régionale de santé sono disciplinate dal Titolo III del Libro IV della prima parte del Codice della sanità pubblica.
Questi enti, creati ai sensi della legge n. 2009-879 del 21 luglio 2009 noti come "Ospedale, pazienti, salute e territorio" (HPST), mirano a "garantire una gestione unificata della salute nella regione, soddisfare le esigenze della popolazione e aumentare l'efficienza del sistema".
In concreto, uno dei ruoli dell'ARS è ammodernare e razionalizzare l'offerta sanitaria e garantire la corretta gestione delle spese ospedaliere e mediche.
Più in generale, le agenzie hanno la responsabilità, al di là degli aspetti regali (vigilanza finanziaria, diritto di autorizzazione), di trasformare il sistema sanitario sviluppando percorsi di cooperazione, trasversalità e salute. Le agenzie agiscono nell'ambito di un Progetto sanitario regionale (PRS) che può essere “contrats locaux de santé” (contratti locali della salute) stipulati dall'Agenzia, in particolare con le collettività territoriali e le loro associazioni, in materia di promozione della salute, prevenzione, politiche assistenziali e supporto medico-sociale".

## Organizzazione

### Struttura
Dal 1º gennaio 2017 ci sono state 17 agenzie sanitarie regionali: ce ne sono 18 dalla legge del 24 luglio 2019 relativa all'organizzazione e alla trasformazione del sistema sanitario, il cui articolo 64 crea due nuove ARS con pieno diritto (ARS de Mayotte e ARS de Réunion) al posto di ARS Océan Indien dal 1º gennaio 2020.
| Agenzia                     | Sede                     |
| --------------------------- | ------------------------ |
| Alvernia-Rodano-Alpi        | Lione e Clermont-Ferrand |
| Borgogna-Franca Contea      | Digione                  |
| Bretagna                    | Rennes                   |
| Centro-Valle della Loira    | Orléans                  |
| Corsica                     | Ajaccio                  |
| Grande Est                  | Nancy                    |
| Guadalupa                   | Gourbeyre                |
| Guyana francese             | Caienna                  |
| Alta Francia                | Lilla                    |
| Île-de-France               | Parigi                   |
| La Riunione                 | Saint-Denis              |
| Martinica                   | Fort-de-France           |
| Mayotte                     | Mamoudzou                |
| Normandia                   | Caen                     |
| Nuova Aquitania             | Bordeaux                 |
| Occitania                   | Montpellier              |
| Paesi della Loira           | Nantes                   |
| Provenza-Alpi-Costa Azzurra | Marsiglia                |

### Amministratori
Queste persone sono a volte ex amministratori di DRASS, ARH e URCAM, IGAS, CPAM. Altri provengono dal mondo della sanità (direttore dell'ospedale), dell'assicurazione sanitaria o dei vertici della grande distribuzione.

#### Dalla riforma territoriale del 2016
| Agenzia                                                   | Direttore generale (entrata in carica) |
| --------------------------------------------------------- | --- |
| Alvernia-Rodano-Alpi                                      | - Véronique Wallon (1º gennaio 2016) - Jean-Yves Grall (1º novembre 2016)                                                                                          |
| Borgogna-Franca Contea                                    | - Christophe Lannelongue (1º gennaio 2016) - Pierre Pribile (9 gennaio 2017)                                                                                       |
| Bretagna                                                  | - Olivier de Cadeville (1º marzo 2015) - Stéphane Mulliez (30 ottobre 2019)                                                                                        |
| Centro-Valle della Loira                                  | - Jacques Laisne (1º aprile 2010) - Philippe Damie (1º marzo 2013) - Anne Bouygard (4 aprile 2016) - Laurent Habert (17 aprile 2019)                               |
| Corsica                                                   | - Jean-Jacques Coiplet (1º marzo 2012) - Gilles Barsacq (7 novembre 2016) - Norbert Nabet (2 luglio 2018).                                                         |
| Grand Est                                                 | - Claude d'Harcourt (1º gennaio 2016) - Christophe Lannelongue (1º gennaio 2017) - Marie-Ange Desailly-Chanson (9 aprile 2020) - Virginie Cayré (3 septembre 2020) |
| Guadalupa                                                 | - Patrice Richard (1º settembre 2013) - Valérie Denux (15 marzo 2018)                                                                                              |
| Guyana francese                                           | - Christian Meurin (18 aprile 2013) - Jacques Cartiaux (11 luglio 2016) - Clara de Bort (15 gennaio 2019)                                                          |
| Alta Francia                                              | - Jean-Yves Grall (1º gennaio 2016) - Monique Ricomes (1º dicembre 2016) - Étienne Champion (1º settembre 2019) - Benoît Vallet (5 ottobre 2020)                   |
| Île-de-France                                             | - Christophe Devys (1º luglio 2015) - Aurélien Rousseau (3 septembre 2018)                                                                                         |
| Martinica                                                 | - Christian Ursulet (2 ottobre 2009) - Patrick Houssel (11 maggio 2016) - Jérôme Viguier (15 gennaio 2019)                                                         |
| Mayotte (dal 1º gennaio 2020)                             | - Dominique Voynet (27 novembre 2019) |
| Normandia                                                 | - Monique Ricomes (1º gennaio 2016) - Christine Gardel (1º febbraio 2017)                                                                                          |
| Nuova Aquitania                                           | - Michel Laforcade (1º gennaio 2016) |
| Occitania                                                 | - Monique Cavalier (1º gennaio 2016) - Pierre Ricordeau (settembre 2019)                                                                                           |
| Oceano Indiano (La Riunione e Mayotte fino al 31/12/2019) | - François Maury (24 agosto 2015) - Martine Ladoucette (22 agosto 2018)                                                                                            |
| Paesi della Loira                                         | - Cécile Courrèges (29 ottobre 2014) - Jean-Jacques Coiplet (1º ottobre 2017))                                                                                     |
| Provenza-Alpi-Costa Azzurra                               | - Dominique Deroubaix (1º aprile 2010) - Paul Castel (13 dicembre 2012) - Claude d'Harcourt (1º gennaio 2017) - Philippe de Mester (15 gennaio 2019)               |
| La Riunione (dal 1º gennaio 2020)                         | - Martine Ladoucette (1º gennaio 2020) |

## Notte
1. ↑   Décret nº 2010-336 du 31 mars 2010 portant création des agences régionales de santé, art. 1.
2. ↑   LOI nº 2009-879 du 21 juillet 2009 portant réforme de l'hôpital et relative aux patients, à la santé et aux territoires.
3. ↑  Contrats locaux de santé; Agir ensemble pour la santé des citoyens au cœur des territoires; Octobre 2012
4. ↑  Art. L. 1434-17 du Code de santé publique
5. ↑  (FR) Réforme territoriale: les ARS au 1er janvier 2016 (archiviato dall'url originale il 29 dicembre 2016).
6. ↑  (FR) Décret du 6 octobre 2016 portant nomination du directeur général de l'agence régionale de santé Auvergne-Rhône-Alpes - M. GRALL (Jean-Yves). URL consultato il 30 gennaio 2021.
7. ↑  (FR) Décret du 8 décembre 2016 portant nomination du directeur de l'agence régionale de santé de Bourgogne-Franche-Comté - M. PRIBILE (Pierre). URL consultato il 30 gennaio 2021.
8. ↑  (FR) Décret du 17 mars 2016 portant nomination de la directrice générale de l'agence régionale de santé Centre-Val de Loire - Mme Bouygard (Anne). URL consultato il 30 gennaio 2021.
9. ↑  (FR) Décret du 20 octobre 2016 portant nomination du directeur général de l'agence régionale de santé de Corse - M. BARSACQ (Gilles). URL consultato il 30 gennaio 2021.
10. ↑  (FR) conseil des ministres du 27/06/2018.
11. ↑  (FR) Décret du 8 décembre 2016 portant nomination du directeur général de l'agence régionale de santé Grand Est - M. LANNELONGUE (Christophe). URL consultato il 29 gennaio 2021.
12. ↑  (FR) Décret du 8 avril 2020 portant cessation de fonctions et nomination de la directrice générale de l'agence régionale de santé Grand Est - Mme DESAILLY-CHANSON (Marie-Ange). URL consultato il 30 gennaio 2021.
13. ↑  (FR) Décret du 3 septembre 2020, su Actu-Environnement. URL consultato il 29 gennaio 2021.
14. ↑  (FR) Décret du 12 juillet 2013 portant nomination du directeur général de l'agence régionale de santé de Guadeloupe - M. RICHARD (Patrice). URL consultato il 30 gennaio 2021.
15. ↑  (FR) Communiqué de presse du 7 mars 2018 du ministère des solidarités et de la santé relatif à la nomination du directeur général de l'agence régionale de santé de Guadeloupe - Mme. DENUX Valérie.
16. ↑   Décret du 23 juin 2016 portant nomination du directeur général de l'agence régionale de santé de Guyane - M. CARTIAUX (Jacques). URL consultato il 30 gennaio 2021.
17. 1 2 3  (FR) Compte rendu du Conseil des ministres du 25 juillet 2018 - Mesures d'ordre individuel.
18. ↑  (FR) Décret du 10 novembre 2016 portant nomination de la directrice générale de l'agence régionale de santé des Hauts-de-France - Mme RICOMES (Monique). URL consultato il 30 gennaio 2021.
19. ↑  (FR) Décret du 17 juillet 2019 portant nomination du directeur général de l'agence régionale de santé des Hauts-de-France - M. CHAMPION (Etienne).
20. ↑  (FR)
21. ↑  (FR) ARS Île-de-France[collegamento interrotto].
22. ↑  (FR)
23. ↑  (FR) Macron : «Mayotte, c'est la France jusqu'au bout», su Libération.fr, 22 ottobre 2019. URL consultato il 30 gennaio 2021.
24. ↑  (FR) Décret du 5 janvier 2017 portant nomination de la directrice générale de l'agence régionale de santé de Normandie - Mme GARDEL (Christine). URL consultato il 30 gennaio 2021.
25. ↑  (FR)  https://www.nouvelle-aquitaine.ars.sante.fr/system/files/2020-04/Organigramme_general_11_03_2020_0.pdf
26. ↑  (FR)  https://www.occitanie.ars.sante.fr/system/files/2019-09/09.2019_Organigramme_ARS-OCCITANIE_externe.pdf
27. ↑  (FR) Décret du 15 juillet 2015 portant nomination du directeur général de l'agence régionale de santé de l'océan Indien - M. MAURY (François), su legifrance.gouv.fr, 15 agosto 2015. URL consultato il 31 gennaio 2021.
28. ↑  (FR) Conseil des ministres du 22/08/2018.
29. ↑  (FR) Décret du 2 octobre 2014 portant nomination de la directrice générale de l'agence régionale de santé des Pays de la Loire - Mme COURRÈGES (Cécile), su legifrance.gouv.fr, 3 ottobre 2014. URL consultato il 30 gennaio 2021.
30. ↑  (FR) conseil des ministres.
31. ↑  (FR) Décret du 8 décembre 2016 portant nomination du directeur général de l'agence régionale de santé Provence-Alpes-Côte d'Azur - M. d'HARCOURT (Claude). URL consultato il 31 gennaio 2021.
32. ↑  (FR) Décret du 18 décembre 2019 portant nomination de la directrice générale de l'agence régionale de santé de La Réunion - Mme LADOUCETTE (Martine). URL consultato il 31 gennaio 2021.